# 623 (číslo)
Šest set dvacet tři je přirozené číslo. Následuje po čísle šest set dvacet dva a předchází číslu šest set dvacet čtyři. Římskými číslicemi se zapisuje DCXXIII a řeckými číslicemi χκγ.

## Matematika
623 je:
- Deficientní číslo
- Poloprvočíslo
- Šťastné číslo

## Astronomie
- (623) Chimaera je planetka hlavního pásu, kterou objevil v roce 1907 Karl Lohnert

## Roky
- 623
- 623 př. n. l.